# بوریتیراما
بوریتیراما (به پرتغالی: Buritirama) یک منطقهٔ مسکونی در برزیل است که در باهیا واقع شده‌است. بوریتیراما ۳٬۹۴۱٫۸۷۲ کیلومتر مربع مساحت و ۲۱٬۲۷۶ نفر جمعیت دارد و ۴۹۲ متر بالاتر از سطح دریا واقع شده‌است.